# Isole Lesnye
Le isole Lesnye (in russo острова Лесные, ostrova Lesnye) sono due isole russe, bagnate dal mare di Barents.
Amministrativamente fanno parte del circondario cittadino (gorodskoj okrug) di Aleksandrovsk dell'oblast' di Murmansk, nel Circondario federale nordoccidentale.

## Geografia
Le isole sono situate nella parte meridionale della baia della Sajda, nella zona nordoccidentale della baia di Kola, e quest'ultima nella parte centro-meridionale del mare di Barents. Distano dalla terraferma, nel punto più vicino, circa 65 m.
Le Lesnye si trovano a nordovest dell'insediamento disabitato di Sajda Guba e all'imboccatura della baia Lesnaja (бухта Лесная) .

Hanno forme allungate e sono entrambe orientate in direzione nordest-sudovest. L'isola maggiore è quella occidentale che misura circa 550 m di lunghezza e 90 m di larghezza massima a sud.

L'isola orientale è lunga invece 280 m e larga 75 m al centro.
All'estremità settentrionale dell'isola maggiore si trova un faro.

## Isole adiacenti
Nelle vicinanze delle Lesnye si trovano:
- Isola Ploskij (остров Плоский), 3,2 km a nordest, è un'isola triangolare irregolare, orientata in direzione nordest-sudovest. (69°16′12″N 33°18′52″E)
- Isola Jagel'nyj (остров Ягельный), 3,9 km a nordest, è un'isola di forma allungata irregolare, che chiude al centro il golfo Jagel'naja (бухта Ягельная).[5] (69°15′18″N 33°15′34″E)
- Isola Domašnij (остров Домашний), 625 m a est delle Lesnye, è un'isola di forma irregolare con un promontorio sul vertice nordoccidentale. (69°15′18″N 33°15′34″E)
- Isola Prodol'nyj (остров Продольный), 885 m a est delle Lesnye, è un'isola stretta e lunga poco a est di Domašnij. (69°14′56″N 33°15′19″E)